# 35e méridien est
En géographie, le 35e méridien est est le méridien joignant les points de la surface de la Terre dont la longitude est égale à 35° est.

## Géographie

### Dimensions
Comme tous les autres méridiens, la longueur du 35e méridien correspond à une demi-circonférence terrestre, soit 20 003,932 km. Au niveau de l'équateur, il est distant du méridien de Greenwich de 3 896 km,.
Avec le 145e méridien ouest, il forme un grand cercle passant par les pôles géographiques terrestres.

### Régions traversées
En commençant par le pôle Nord et descendant vers le sud au pôle Sud, Le 35e méridien est passe par:
| Coordonnées          | Pays, territoire ou mer | Notes                                                                  |
| -------------------- | ----------------------- | ---------------------------------------------------------------------- |
| 90° 00′ N, 35° 00′ E | Océan Arctique          |                                                                        |
| 80° 18′ N, 35° 00′ E | Mer de Barents          |                                                                        |
| 69° 12′ N, 35° 00′ E | Russie                  | Péninsule de Kola                                                      |
| 66° 33′ N, 35° 00′ E | Mer Blanche             | Golfe de Kandalakcha                                                   |
| 65° 45′ N, 35° 00′ E | Russie                  | île Nikonov                                                            |
| 65° 43′ N, 35° 00′ E | Mer Blanche             |                                                                        |
| 64° 45′ N, 35° 00′ E | Russie                  | Île Shujostrov                                                         |
| 64° 44′ N, 35° 00′ E | Mer Blanche             | Baie d'Onega                                                           |
| 64° 25′ N, 35° 00′ E | Russie                  | Passe par le Lac Onega                                                 |
| 51° 14′ N, 35° 00′ E | Ukraine                 |                                                                        |
| 46° 15′ N, 35° 00′ E | Mer d'Azov              |                                                                        |
| 45° 44′ N, 35° 00′ E | Ukraine                 | Crimée (revendiquée et contrôlée par la Russie)                        |
| 44° 50′ N, 35° 00′ E | Mer Noire               |                                                                        |
| 42° 05′ N, 35° 00′ E | Turquie                 |                                                                        |
| 36° 43′ N, 35° 00′ E | Mer Méditerranée        |                                                                        |
| 32° 50′ N, 35° 00′ E | Israël                  |                                                                        |
| 32° 16′ N, 35° 00′ E | Cisjordanie             |                                                                        |
| 32° 04′ N, 35° 00′ E | Israël                  |                                                                        |
| 31° 51′ N, 35° 00′ E | Cisjordanie             | Sur environ 5km                                                        |
| 31° 49′ N, 35° 00′ E | Israël                  |                                                                        |
| 31° 38′ N, 35° 00′ E | Cisjordanie             |                                                                        |
| 31° 21′ N, 35° 00′ E | Israël                  |                                                                        |
| 29° 36′ N, 35° 00′ E | Jordanie                |                                                                        |
| 29° 21′ N, 35° 00′ E | Arabie saoudite         |                                                                        |
| 28° 06′ N, 35° 00′ E | Mer Rouge               |                                                                        |
| 24° 49′ N, 35° 00′ E | Égypte                  |                                                                        |
| 22° 51′ N, 35° 00′ E | Triangle de Hala'ib     | Territoire disputé, contrôlé par l' Égypte et revendiqué par le Soudan |
| 22° 00′ N, 35° 00′ E | Soudan                  |                                                                        |
| 11° 20′ N, 35° 00′ E | Éthiopie                | Sur environ 18km                                                       |
| 11° 10′ N, 35° 00′ E | Soudan                  | Sur environ 6km                                                        |
| 11° 07′ N, 35° 00′ E | Éthiopie                |                                                                        |
| 6° 28′ N, 35° 00′ E  | Soudan du Sud           | Sur environ 9km                                                        |
| 6° 24′ N, 35° 00′ E  | Éthiopie                |                                                                        |
| 6° 01′ N, 35° 00′ E  | Soudan du Sud           | Sur environ 6km                                                        |
| 5° 58′ N, 35° 00′ E  | Éthiopie                | Sur environ 4km                                                        |
| 5° 56′ N, 35° 00′ E  | Soudan du Sud           |                                                                        |
| 4° 37′ N, 35° 00′ E  | Kenya                   |                                                                        |
| 1° 58′ N, 35° 00′ E  | Ouganda                 |                                                                        |
| 1° 40′ N, 35° 00′ E  | Kenya                   |                                                                        |
| 1° 32′ S, 35° 00′ E  | Tanzanie                |                                                                        |
| 11° 34′ S, 35° 00′ E | Mozambique              |                                                                        |
| 13° 36′ S, 35° 00′ E | Malawi                  | Passe par le Lac Malawi                                                |
| 16° 47′ S, 35° 00′ E | Mozambique              |                                                                        |
| 19° 47′ S, 35° 00′ E | Océan Indien            |                                                                        |
| 20° 46′ S, 35° 00′ E | Mozambique              |                                                                        |
| 24° 40′ S, 35° 00′ E | Océan Indien            |                                                                        |
| 60° 00′ S, 35° 00′ E | Océan Austral           |                                                                        |
| 68° 59′ S, 35° 00′ E | Antarctique             | Terre de la Reine-Maud, revendiquée par la Norvège                     |